# Крипто (персонаж)
Крипто (англ. Krypto), также известный как Крипто Суперпёс (англ. Krypto the Superdog) — вымышленная собака из комиксов, которые издаёт компания DC Comics. Является питомцем Супермена.
Впервые появился в выпуске Adventure Comics #210 (март 1955) и был создан Отто Биндером и Куртом Своном. Входит в команду Суперпитомцев. Его родиной является планета Криптон.
В мультфильме «DC Лига Суперпитомцы» персонажа озвучивает Дуэйн Джонсон.